# Kwiatków (województwo opolskie)
Kwiatków – wieś w Polsce położona w województwie opolskim, w powiecie nyskim, w gminie Otmuchów.
W latach 1975–1998 miejscowość administracyjnie należała do ówczesnego województwa opolskiego.
Według danych z 2011 roku miejscowość zamieszkiwało 78 osób.